# Nikolaus Glattauer

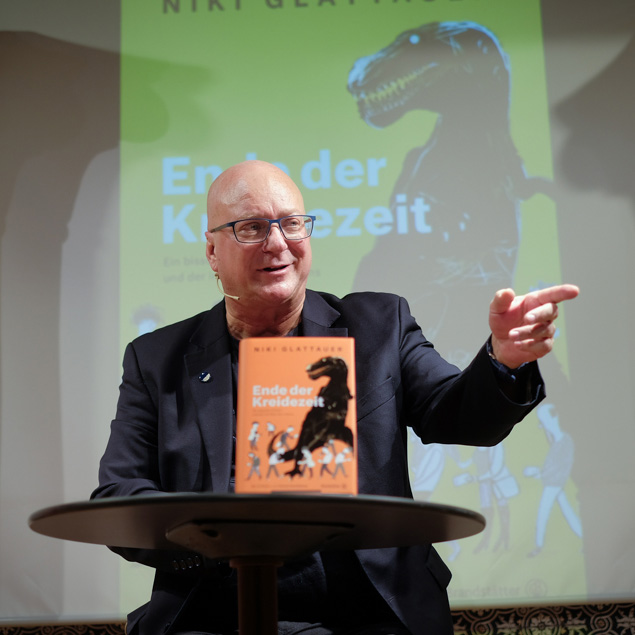
Nikolaus Glattauer (2018)

Nikolaus (Niki) Glattauer (* 1. Jänner 1959 in Zürich) ist Buchautor, Kolumnist und ehemaliger Schuldirektor in Wien.

## Leben und Wirken
Glattauer wurde als erster Sohn österreichischer Eltern, die vorübergehend in der Schweiz arbeiteten, geboren. Nach der Geburt seines Bruders Daniel, der als Schriftsteller tätig ist, zog die Familie 1960 nach Wien-Favoriten, wo Glattauer aufwuchs. Bis Mitte der 1990er Jahre war er – wie sein Vater Herbert O. Glattauer – Journalist. Als solcher arbeitete er, großteils in leitenden Positionen, für die Wiener Medien Die Presse, Kronen Zeitung, Kurier, Arbeiter-Zeitung und News, dort zuletzt in der Funktion eines stellvertretenden Chefredakteurs.
Als Quereinsteiger ließ sich Glattauer im Alter von fast 40 Jahren zunächst zum Hauptschullehrer (heute Mittelschullehrer), danach berufsbegleitend auch zum Lehrer für Sonderpädagogik ausbilden und begann 1998, nach einem Zwischenspiel als Chefredakteur von krone.online, an Wiener Schulen zu unterrichten. Ab 2017 war er Schuldirektor an der Allgemeinen Sonderschule in Wien-Meidling im Fachbereich Inklusion, Diversität und Sonderpädagogik.
Glattauer veröffentlichte seit 2002 zwölf Bücher, darunter zwei Romane und drei Kinderbücher. Für seine Kinderbücher Schlaf gut, Susi! – Schlaf gut, schlaf! (2010) und Flucht (2017) wurde er jeweils mit der Aufnahme in die Kollektion zum Österreichischen Kinder- und Jugendbuchpreis ausgezeichnet. Flucht wurde 2017 in einer Bühnenfassung im Rahmen des Theaterfestivals Schäxpir am Landestheater Linz uraufgeführt.
Niki Glattauers großteils erzählende Sachbücher mit stark belletristischem Charakter, die aus persönlichen Perspektiven Schule und Bildung thematisieren, erreichten allesamt Spitzenplätze in den österreichischen Bestsellerlisten, davon drei auch Platz 1, z. B. 2016 Best of Schule – zum Weinen komisch, zum Lachen traurig. Das Buch Mitteilungsheft: Leider hat Lukas …, eine unter dem Motto „Eltern gegen Lehrer – das ist Brutalität!“ stehende Satire auf die Schule von heute, wurde 2014 mit dem Österreichischen Buchliebling in der Kategorie Belletristik ausgezeichnet.
Im Februar 2018 erschien Ende der Kreidezeit – ein bisschen Schule und der irre Rest des Lebens, eine autobiographische Satire, in der Glattauer die Tücken und Fallen der digitalisierten Alltagswelt thematisiert. Auch dieses Buch erreichte in Österreich Platz 1 der Bestsellerlisten.
Für die Tageszeitung Kurier verfasste Niki Glattauer acht Jahre lang die wöchentliche Kolumne „Schule – und der Rest des Lebens“. Seit 2019 schreibt Glattauer eine Kolumne für die Tageszeitung Heute unter dem Logo „Glattauer gibt Noten“.
Glattauer war von 2012 bis zum Frühjahr 2015 Juror beim Literaturpreis „Ohrenschmaus“ für Menschen mit Lernschwierigkeiten. Von 2016 bis 2022 war er im Präsidium des Instituts für Jugendliteratur.
2019 war er Mitglied der Jury für den internationalen Medienkunstwettbewerb Prix Ars Electronica, der unter anderem Projekte von Schülern und Jugendlichen unter dem Motto „Create Your World“ auszeichnet.
Niki Glattauer ist Vater einer Tochter, Suzie, und eines Sohnes, Daniel. Die Mutter seiner Kinder und ausweislich des Bindestrich-Namens auch Ehefrau ist die chinesischstämmige Youtube-Bloggerin Zhuofeng Glattauer-Wang.

## Publikationen
- Jakobus, Stiefsohn Gottes. Jung und Jung, Salzburg 2002, ISBN 3-902144-45-9
- Die Päpste. Holzhausen, Wien 2005, ISBN 3-85493-220-0
- Im Vogelblick. Picus, Wien 2005, ISBN 978-3-85452-490-8
- mit Verena Hochleitner: Schlaf gut, Susi! Schlaf gut, schlaf! Residenz Verlag, St. Pölten 2009, ISBN 978-3-7017-2050-7
- Der engagierte Lehrer und seine Feinde. Ueberreuter, Wien 2010, ISBN 978-3-8000-7484-6
- mit Verena Hochleitner: Der Sternenblätterbaum. Residenz Verlag, St. Pölten 2011, ISBN 978-3-7017-2086-6
- Die Pisa-Lüge. Wie unsere Schule wirklich besser wird, Ueberreuter, Wien 2011, ISBN 978-3-8000-7514-0
- Mitteilungsheft. Leider hat Lukas …, mit Illustrationen von Verena Hochleitner, Kremayr & Scheriau, Wien 2013, ISBN 978-3-218-00881-5
- Leider hat Lukas schon wieder … (und am Buntstift Verena Hochleitner), Kremayr & Scheriau, Wien 2015, ISBN 978-3-218-00992-8
- Flucht. Illustriert von Verena Hochleitner. Tyrolia, Innsbruck-Wien 2016. ISBN 978-3-7022-3560-4
- Best of Schule – Zum Lachen traurig, zum Weinen lustig, Kremayr & Scheriau, Wien 2016 ISBN 978-3-218-01041-2
- Ende der Kreidezeit: ein bisschen Schule – und der irre Rest des Lebens, mit 15 Bildern von Verena Hochleitner, Brandstätter Verlag, Wien 2018, ISBN 978-3-7106-0154-5